# انتخابات مجلس الأمة الكويتي 1981
أقيمت انتخابات مجلس الأمة الكويتي الخامسة في عام 1981، وهي الأولى منذ عام 1975 حيث تم حل مجلس الأمة الكويتي 1975 في عام 1976، وقد تم تحديث نظام توزيع الدوائر الانتخابية، حيث أصبحت الدوائر 25 دائرة انتخابية، ويفوز أول اثنين بالمقعد النيابي، وقد جرت الانتخابات في 23 فبراير 1981، وشارك فيها 477 مرشحا وكان عدد الناخبين 42008 ناخب.

## توزيع الدوائر الانتخابية
الدائرة الأولى
- منطقة الشرق
- منطقة الدسمة
- منطقة المطبة
- منطقة دسمان
- منطقة بنيد القار

الدائرة الثانية
- منطقة المرقاب
- ضاحية عبد الله السالم

الدائرة الثالثة
- منطقة القبلة
- منطقة الشويخ
- منطقة الشامية

الدائرة الرابعة
- منطقة الدعية
- منطقة الشعب
- جزيرة فيلكا وسائر الجزر

الدائرة الخامسة
- منطقة القادسية
- منطقة المنصورية

الدائرة السادسة
- منطقة الفيحاء
- منطقة النزهة

الدائرة السابعة
- منطقة كيفان

الدائرة الثامنة
- منطقة حولي
- منطقة ميدان حولي
- منطقة النقرة
- منطقة بيان
- منطقة مشرف

الدائرة التاسعة
- منطقة الروضة

الدائرة العاشرة
- منطقة العديلية
- منطقة الجابرية
- منطقة السرة

الدائرة الحادية عشر
- منطقة الخالدية
- منطقة قرطبة
- منطقة اليرموك

الدائرة الثانية عشر
- منطقة السالمية
- منطقة البدع
- منطقة سلوى
- منطقة الراس

الدائرة الثالثة عشر
- منطقة الرميثية

الدائرة الرابعة عشر
- منطقة أبرق خيطان
- منطقة خيطان الجديدة

الدائرة الخامسة عشر
- منطقة الفروانية
- منطقة عين بغزي

الدائرة السادسة عشر
- منطقة العمرية
- منطقة الرابية
- منطقة الرقعي
- منطقة الأندلس

الدائرة السابعة عشر
- منطقة جليب الشيوخ
- منطقة الشدادية
- منطقة صيهد العوازم
- منطقة العضيلية
- منطقة العارضية

الدائرة الثامنة عشر
- منطقة الصليبيخات
- منطقة الدوحة
- منطقة أمغرة
- منطقة غرناطة

الدائرة التاسعة عشر
- منطقة الجهراء الجديدة
- منطقة الصليبية والمساكن الحكومية

الدائرة العشرون
- منطقة الجهراء وحدود الكويت مع العراق شمالا وغربا وحدود الكويت مع السعودية حتى المتياهة.

الدائرة الحادية والعشرون
- مدينة الأحمدي
- منطقة المقوع
- منطقة واره
- منطقة الصبيحية
- منطقة الجعيدان حتى حدود الكويت مع السعودية
- منطقة هدية
- منطقة الفنطاس
- منطقة المهبولة
- منطقة أبو حليفة
- منطقة الفنيطيس
- منطقة المسيلة
- ضاحية صباح السالم

الدائرة الثانية والعشرون
- منطقة الرقة

الدائرة الثالثة والعشرون
- منطقة الصباحية

الدائرة الرابعة والعشرون
- منطقة الفحيحيل
- منطقة المنقف

الدائرة الخامسة والعشرون
- منطقة أم الهيمان
- ميناء عبد الله
- منطقة الزور
- منطقة الوفرة حتى حدود الكويت الجنوبية مع السعودية.

## الفائزون حسب الدوائر
الدائرة الأولى
- عدنان عبد الصمد
- خالد الجميعان

الدائرة الثانية
- محمد أحمد الرشيد
- خالد سلطان بن عيسى

الدائرة الثالثة
- جاسم حمد الصقر
- جاسم الخرافي

الدائرة الرابعة
- فيصل القضيبي
- بدر المضف

الدائرة الخامسة
- محمد حبيب البدر
- عبد المحسن يوسف جمال

الدائرة السادسة
- مشاري جاسم العنجري
- حمود الرومي

الدائرة السابعة
- محمد يوسف العدساني
- جاسم العون

الدائرة الثامنة
- أحمد الطخيم
- عيسى المزيدي

الدائرة التاسعة
- جاسر الجاسر
- عيسى ماجد الشاهين

الدائرة العاشرة
- صالح يوسف الفضالة
- يوسف الغانم

الدائرة الحادية عشر
- أحمد عبد العزيز السعدون
- محمد المرشد

الدائرة الثانية عشر
- سالم الحماد
- مرضي الأذينة

الدائرة الثالثة عشر
- ناصر صرخوه
- خالد الوسمي

الدائرة الرابعة عشر
- ناصر العصيمي - (وفاة) ونجح بالتكميلية حمود الجبري
- عبد الرزاق الصانع

الدائرة الخامسة عشر
- خالد النزال المعصب
- فايز الرشيدي

الدائرة السادسة عشر
- محمد البراك
- نايف أبورمية

الدائرة السابعة عشر
- عبد الكريم هلال الجحيدلي
- فيصل بندر الدويش

الدائرة الثامنة عشر
- خلف دميثير
- صياح أبو شيبه

الدائرة التاسعة عشر
- مطلق الشليمي
- مطلق المسعود

الدائرة العشرون
- فلاح مبارك الحجرف
- محمد ضيف الله القحص

الدائرة الحادية والعشرون
- خالد العجران
- خليفة الجري

الدائرة الثانية والعشرون
- هادي الحويلة
- مريخان العجمي

الدائرة الثالثة والعشرون
- حزام الميع
- مبارك راعي الفحماء

الدائرة الرابعة والعشرون
- مبارك عبد الله الدبوس
- راشد سيف الحجيلان

الدائرة الخامسة والعشرون
- هاضل الجلاوي
- عايض علوش العازمي